# Willi Steffen (Fussballspieler)

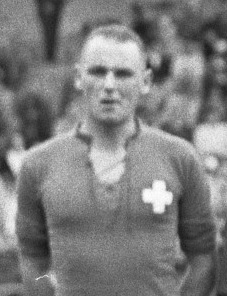
Willi Steffen

Willi Steffen (* 17. März 1925; † 3. Mai 2005 in Bern) war ein Schweizer Fussballspieler. Der Abwehrspieler spielte in der Schweizer Nationalmannschaft.
Der langjährige Verteidiger von Young Boys Bern errang bereits kurz nach dem Zweiten Weltkrieg beim FC Chelsea in Großbritannien einen Stammplatz. Erstaunlicherweise war er nach England gewechselt, um dort seine Englischkenntnisse für seine Tätigkeit als Handelskaufmann im Früchte- und Gemüsebetrieb der Eltern auszubauen. Er war der bisher einzige Schweizer Fussballspieler, der in die Weltauswahl berufen worden ist. Da er in der Schweiz die Offiziersschule zu absolvieren hatte, wechselte er zum Kummer der britischen Fans wieder in die Schweiz zurück. Von 1957 bis 1960 gewann er mit YB als ruhender Pol der Hintermannschaft viermal die Meisterschaft und kam ins Meistercup-Halbfinal gegen Reims 1959. 
Lange Jahre bildete er zusammen mit dem Basler Rudolf Gyger ein legendäres Verteidiger-Duo in der Schweizer Nationalmannschaft. Dabei wird der hünenhafte Abwehrspieler, der zeitlebens seiner Berner Mannschaft verbunden blieb, als Entdecker des Meistertrainers Alexander Mandziara betrachtet, der das Team 1986 zur Meisterschaft führte. Willi Steffen verstarb im Alter von 80 Jahren am 3. Mai 2005.